# Atomaria subangulata
Atomaria subangulata là một loài bọ cánh cứng trong họ Cryptophagidae. Loài này được J.Sahlberg miêu tả khoa học năm 1926.